# Gwarancja (prawo cywilne)
Gwarancja – jedna z instytucji prawa zobowiązań. Obecnie w polskim prawie odnosi się do gwarancji jakości rzeczy sprzedanej bądź gwarancji samoistnej (autonomicznej), której szczególną formą jest gwarancja bankowa, uregulowana w ustawie Prawo bankowe.

## Gwarancja przy sprzedaży w polskim prawie
Gwarancja, do której udzielania dochodzi przy sprzedaży, uregulowana jest w art. 577–581 Kodeksu cywilnego. Inne nazwy tej instytucji to gwarancja dobrowolna, gwarancja komercyjna, gwarancja komercjalna.

### Definicja gwarancji i gwaranta
Gwarancja, o której mowa w art. 557 i nast. Kodeksu cywilnego, to w odróżnieniu od gwarancji ustawowej (rękojmi), która jest obligatoryjna, jedynie fakultatywne zobowiązanie gwaranta w stosunku do kupującego powstające w razie, gdy rzecz sprzedana nie ma właściwości wskazanych w oświadczeniu gwarancyjnym.
Oświadczenie gwarancyjne można złożyć na różne sposoby, w tym w reklamie.
Gwarantem jest podmiot udzielający gwarancji. Gwarantem może być w szczególności producent, dystrybutor, importer lub sprzedawca rzeczy.
Jeżeli w gwarancji inaczej nie zastrzeżono, odpowiedzialność z tytułu gwarancji obejmuje tylko wady powstałe z przyczyn tkwiących w sprzedanej rzeczy.

### Obowiązki gwaranta
Gwarant samodzielnie określa swoje obowiązki wobec kupującego. Mogą one polegać w szczególności na zwrocie zapłaconej ceny, wymianie rzeczy bądź jej naprawie oraz zapewnieniu innych usług. Jeżeli została udzielona gwarancja co do jakości rzeczy sprzedanej, gwarant jest obowiązany do usunięcia wady fizycznej rzeczy lub do dostarczenia rzeczy wolnej od wad, o ile wady te ujawnią się w ciągu terminu określonego w oświadczeniu gwarancyjnym.

### Okres ochrony gwarancyjnej
Okres ochrony gwarancyjnej ustala samodzielnie gwarant. Jeżeli nie zastrzeżono innego terminu, termin gwarancji wynosi 2 lata licząc od dnia, kiedy rzecz została kupującemu wydana. Gwarancja może być udzielona nawet dożywotnio.

### Wykonanie obowiązków gwarancyjnych
Kto wykonuje uprawnienia wynikające z gwarancji, powinien dostarczyć rzecz na koszt gwaranta do miejsca wskazanego w gwarancji lub do miejsca, w którym rzecz została wydana przy udzieleniu gwarancji, chyba że z okoliczności wynika, iż wada powinna być usunięta w miejscu, w którym rzecz znajdowała się w chwili ujawnienia wady. Gwarant jest obowiązany wykonać swoje obowiązki w terminie określonym w treści oświadczenia gwarancyjnego, a gdy go nie określono – niezwłocznie, ale nie później niż w terminie 14 dni, licząc od dnia dostarczenia rzeczy przez uprawnionego z gwarancji, oraz dostarczyć mu rzecz na swój koszt do miejsca wskazanego powyżej. Niebezpieczeństwo przypadkowej utraty lub uszkodzenia rzeczy w czasie od wydania jej gwarantowi do jej odebrania przez uprawnionego z gwarancji ponosi gwarant.

### Oświadczenie gwarancyjne i dokument gwarancyjny
Gwarant formułuje oświadczenie gwarancyjne w sposób jasny i zrozumiały, a gdy rodzaj informacji na to pozwala – w powszechnie zrozumiałej formie graficznej. Jeżeli rzecz jest wprowadzana do obrotu w Rzeczypospolitej Polskiej, oświadczenie gwarancyjne sporządza się w języku polskim. Wymagania używania języka polskiego nie stosuje się do nazw własnych, znaków towarowych, nazw handlowych, oznaczeń pochodzenia towarów oraz zwyczajowo stosowanej terminologii naukowej i technicznej. Oświadczenie gwarancyjne zawiera podstawowe informacje potrzebne do wykonywania uprawnień z gwarancji, w szczególności nazwę i adres gwaranta lub jego przedstawiciela w Rzeczypospolitej Polskiej, czas trwania i terytorialny zasięg ochrony gwarancyjnej, uprawnienia przysługujące w razie stwierdzenia wady, a także wyraźne stwierdzenie, że w przypadku braku zgodności rzeczy sprzedanej z umową kupującemu z mocy prawa przysługują środki ochrony prawnej ze strony i na koszt sprzedawcy oraz że gwarancja nie ma wpływu na te środki ochrony prawnej.
Uprawniony z gwarancji może żądać od gwaranta wydania oświadczenia gwarancyjnego utrwalonego na papierze lub innym trwałym nośniku, czyli dokumentu gwarancyjnego.
Sprzedawca wydaje kupującemu wraz z rzeczą sprzedaną dokument gwarancyjny oraz sprawdza zgodność znajdujących się na rzeczy oznaczeń z danymi zawartymi w dokumencie gwarancyjnym oraz stan plomb i innych umieszczonych na rzeczy zabezpieczeń.
Gwarancja jest obecnie raczej jednostronną czynnością prawną (skierowaną do określonej osoby: nabywcy rzeczy), a nie umową, w związku z czym przepisy o klauzulach niedozwolonych (abuzywnych) można stosować do niej co najwyżej drogą analogii.
Uprawnienia z gwarancji można przenieść na zasadach ogólnych tak jak inne prawa. Problematyczna pozostaje sytuacja, w której dokument gwarancyjny stanowi inaczej.

### Wydłużenie gwarancji
Jeżeli w wykonaniu swoich obowiązków gwarant dostarczył uprawnionemu z gwarancji zamiast rzeczy wadliwej rzecz wolną od wad albo dokonał istotnych napraw rzeczy objętej gwarancją, termin gwarancji biegnie na nowo od chwili dostarczenia rzeczy wolnej od wad lub zwrócenia rzeczy naprawionej. Jeżeli gwarant wymienił część rzeczy, wydłużenie stosuje się odpowiednio do części wymienionej. W innych wypadkach termin gwarancji ulega przedłużeniu o czas, w ciągu którego wskutek wady rzeczy objętej gwarancją uprawniony z gwarancji nie mógł z niej korzystać.

### Niezgodność rzeczy sprzedanej z umową a gwarancja
Kupujący może wykonywać uprawnienia z tytułu niezgodności rzeczy sprzedanej z umową niezależnie od uprawnień wynikających z gwarancji. Wykonanie uprawnień z gwarancji nie wpływa na odpowiedzialność sprzedawcy z tytułu tej niezgodności. Jednakże w razie wykonywania przez kupującego uprawnień z gwarancji bieg terminu do wykonania uprawnień z tytułu niezgodności rzeczy sprzedanej z umową ulega zawieszeniu z dniem zawiadomienia sprzedawcy o wadzie. Termin ten biegnie dalej od dnia odmowy przez gwaranta wykonania obowiązków wynikających z gwarancji albo bezskutecznego upływu czasu na ich wykonanie.

### Gwarancja przed 25 grudnia 2014 r.
Od 1 stycznia 2003 do 25 grudnia 2014 obowiązywała ustawa z dnia 27 lipca 2002 r. o szczególnych warunkach sprzedaży konsumenckiej oraz o zmianie Kodeksu cywilnego (Dz.U. z 2002 r. nr 141, poz. 1176, z późn. zm.), która, jeśli dotyczyło to konsumentów w rozumieniu tej ustawy (osób fizycznych, które nabywały rzecz ruchomą w celu niezwiązanym z działalnością zawodową lub gospodarczą), wykluczała stosowanie przepisów Kodeksów cywilnego na rzecz tzw. gwarancji konsumenckiej uregulowanej w art. 13 tej ustawy. W brzmieniu od 3 marca 2011 r. stanowił on, że:

Art. 13. 1. Udzielenie kupującemu gwarancji następuje bez odrębnej opłaty przez oświadczenie gwaranta, zamieszczone w dokumencie gwarancyjnym lub reklamie, odnoszących się do towaru konsumpcyjnego; określa ono obowiązki gwaranta i uprawnienia kupującego, w przypadku gdy właściwość sprzedanego towaru nie odpowiada właściwości wskazanej w tym oświadczeniu. Nie uważa się za gwarancję oświadczenia, które nie kształtuje obowiązków gwaranta.
2. Sprzedawca udzielający gwarancji wydaje kupującemu wraz z towarem dokument gwarancyjny; powinien także sprawdzić zgodność znajdujących się na towarze oznaczeń z danymi zawartymi w dokumencie gwarancyjnym oraz stan plomb i innych umieszczonych na towarze zabezpieczeń.
3. Oświadczenie gwaranta powinno być sformułowane zgodnie z wymogami określonymi w art. 3 ust. 1 zdanie pierwsze.
4. W dokumencie gwarancyjnym należy zamieścić podstawowe dane potrzebne do dochodzenia roszczeń z gwarancji, w tym w szczególności nazwę i adres gwaranta lub jego przedstawiciela w Rzeczypospolitej Polskiej, czas trwania i terytorialny zasięg ochrony gwarancyjnej. Ponadto powinno być w nim zawarte stwierdzenie, że gwarancja na sprzedany towar konsumpcyjny nie wyłącza, nie ogranicza ani nie zawiesza uprawnień kupującego wynikających z niezgodności towaru z umową.
5. Uchybienie wymogom, o których mowa w ust. 2 i 4 oraz art. 3 ust. 1 zdanie pierwsze, nie wpływa na ważność gwarancji i nie pozbawia kupującego wynikających z niej uprawnień.

Ustawa z dnia 30 maja 2014 r. o prawach konsumenta (Dz.U. z 2024 r. poz. 1796) uchyliła tę ustawę. W Kodeksie cywilnym przed 25 grudnia 2014 r. występowała bardzo podobna do gwarancji z ustawy z dnia 27 lipca 2002 r. o szczególnych warunkach sprzedaży konsumenckiej oraz o zmianie Kodeksu cywilnego instytucja gwarancji jakości. Nowelizacja przepisów kodeksowych wynikała z chęci ujednolicenia przepisów o umowach sprzedaży; przy czym jej kształt jest w pewnym zakresie wymuszony koniecznością właściwego wdrożenia nieobowiązującej już dyrektywy 1999/44/WE.

### Gwarancja a umowa o dzieło i roboty budowlane
Przepisy o gwarancji stosuje się do umowy o dzieło, a do umowy o roboty budowlane co najwyżej w drodze analogii.